# 캐슬린 요크
캐슬린 요크(Kathleen York)는 미국의 배우, 싱어송라이터이다.